# Boris Mironow
Boris Olegowicz Mironow (ros. Борис Олегович Миронов; ur. 21 marca 1972 w Moskwie) – rosyjski hokeista, reprezentant Rosji, dwukrotny olimpijczyk, trener.
Jego starszy brat Dmitrij (ur. 1965) również był hokeistą.

## Kariera zawodnicza
- CSKA Moskwa (1988–1993)
- Winnipeg Jets (1993–1994)
- Edmonton Oilers (1994–1999)
  -  Cape Breton Oilers (1994)
- Chicago Blackhawks (1999–2002)
- New York Rangers (2002–2004)
- Witiaź Czechow (2006–2007)
- HK Ryś Podolsk (2008–2009)
- Krylja Sowietow Moskwa (2009–2010)

Wychowanek CSKA Moskwa. W drafcie NHL z 1992 został wybrany przez Winnipeg Jets i rok później, po upadku ZSRR, wyjechał do Kanady. W lidze NHL rozegrał 14 sezonów do 2004. W 2004 zawiesił karierę, a po wznowieniu rozegrał jeszcze trzy sezony w Rosji do 2010.
W młodości grał w juniorskich kadrach ZSRR i WNP. W wieku seniorskim reprezentował Rosję. Uczestniczył w turniejach mistrzostw świata 1996 oraz na zimowych igrzyskach olimpijskich 1998, 2002.

## Kariera trenerska
- HK Ryś Podolsk (2008–2009), grający trener
- Krylja Sowietow Moskwa (2009–2010), grający trener
- Krasnaja Armija Moskwa (2015–2016), asystent trenera[4]
- Krasnaja Armija Moskwa (2016-2017), główny trener[5]
- Zwiezda Moskwa (2017-2018), główny trener
- Nieftiechimik Niżniekamsk (2019-2020), asystent trenera
- Spartak Moskwa (2021-), główny trener

Pod koniec kariery był grającym trenerem. Później został szkoleniowcem w drużynie juniorskiej CSKA w lidze MHL. W połowie 2017 został głównym trenerem Zwiezdy Moskwa w lidze WHL. Od początku stycznia 2019 do początku sierpnia 2020 był w sztabie trenerskim Nieftiechimika Niżniekamsk w KHL. Pod koniec kwietnia 2021 został ogłoszony nowym szkoleniowcem Spartaka Moskwa.

## Sukcesy
Reprezentacyjne
- Złoty medal mistrzostw Europy juniorów do lat 18: 1989 z ZSRR
- Srebrny medal mistrzostw Europy juniorów do lat 18: 1990 z ZSRR
- Srebrny medal mistrzostw świata juniorów do lat 20: 1991 z ZSRR
- Złoty medal mistrzostw świata juniorów do lat 20: 1992 z WNP
- Srebrny medal zimowych igrzysk olimpijskich: 1998 z Rosją
- Brązowy medal zimowych igrzysk olimpijskich: 2002 z Rosją

Klubowe
- Złoty medal mistrzostw ZSRR: 1989 z CSKA Moskwa
- Srebrny medal mistrzostw ZSRR; 1990, 1992 z CSKA Moskwa
- Puchar Europy: 1989, 1990 z CSKA Moskwa
- Puchar Spenglera: 1991 z CSKA Moskwa

Indywidualne
- NHL (1993/1994): NHL All-Rookie Team

Trenerskie
- Złoty medal Młodzieżowej Hokejowej Ligi /  Puchar Charłamowa: 2017 z Krasnaja Armija Moskwa

Wyróżnienia
- Zasłużony Mistrz Sportu Rosji w hokeju na lodzie: 1998
- MHL (2016/2017): najlepszy trener sezonu[11]